# Lượng Minh
Lượng Minh là một xã thuộc tỉnh Nghệ An, Việt Nam.

## Địa lý
Xã Lượng Minh có vị trí địa lý:
- Phía Đông giáp xã Yên Na và xã Hữu Khuông;
- Phía Nam giáp xã Tương Dương;
- Phía Tây giáp xã Mường Lống và xã Chiêu Lưu;
- Phía Bắc giáp xã Hữu Khuông và xã Nhôn Mai.

Xã Lượng Minh có diện tích tự nhiên 227,97 km².

## Hành chính
Theo Dự thảo Đề án sắp xếp đơn vị hành chính cấp xã tỉnh Nghệ An, xã này là xã Tương Dương 4.
Xã Lượng Minh được giữ nguyên diện tích tự nhiên: 227,97 km², quy mô dân số: 5.322 người.